# Шмідт Василь Володимирович
Василь Володимирович Шмідт (29 грудня 1886, місто Санкт-Петербург, тепер Російська Федерація — розстріляний 29 липня 1938, місто Москва, тепер Російська Федерація) — радянський партійний і профспілковий діяч, секретар ВЦРПС, народний комісар праці РРФСР і СРСР, заступник голови Ради народних комісарів СРСР. Депутат Установчих зборів Російської Республіки. Член ВЦВК, ЦВК СРСР 2—6-го скликань. Член ЦК ВКП(б) у 1918—1919 і 1925—1930 роках. Кандидат у члени ЦК ВКП(б) у 1919—1920, 1921—1923, 1924—1925, 1930—1934 роках. Кандидат у члени Організаційного бюро ЦК ВКП(б) з 28 травня 1921 по 27 березня 1922 та з 1 січня 1926 по 26 червня 1930 року.

## Життєпис
Народився в родині доморобітниці. У 1904 році закінчив чотирикласне міське училище в Санкт-Петербурзі.
У 1905—1907 роках — агент, слюсар, токар з металу на залізниці.
Член РСДРП з 1905 року.
У 1907—1911 роках — в еміграції в Німеччині, працював маляром.
У листопаді 1911 — 1914 року — слюсар механічної майстерні Санкт-Петербурзького заводу «Новий Лесснер», одночасно секретар Спілки металістів Виборзького району Санкт-Петербурга. У 1913 році був заарештований, незабаром звільнений. У 1914 році — секретар Спілки металістів Санкт-Петербурга.
У 1914 році заарештований, висланий до міста Катеринослава, де вів революційну діяльність до 1915 року. Влітку 1915 року переїхав до Петрограда, обраний секретарем нелегального Петроградського комітету РСДРП(б). Заарештований в грудні 1915 року, перебував у в'язниці до серпня 1916 року. Після виходу із в'язниці — секретар нелегального Петроградського комітету РСДРП(б). Знову заарештований в грудні 1916 року. У лютому 1917 року амністований.
З лютого 1917 року — секретар Петроградського комітету РСДРП(б), секретар Центральної ради профспілок Петрограда. З листопада 1917 року — член Петроградського військово-революційного комітету.
З 17 листопада по 2 грудня 1917 року — тимчасовий народний комісар торгівлі і промисловості Російської Радянської Республіки.
З грудня 1917 року — помічник народного комісара праці РРФСР.
24 січня 1918 — 6 квітня 1920 року — секретар Всеросійської центральної ради професійних спілок (ВЦРПС). З 24 січня 1918 по 10 грудня 1928 року — член виконавчого комітету (президії) ВЦРПС. У 1918 році був членом Петроградського бюро ЦК РКП(б).
У квітні — червні 1918 року — член президії Вищої ради народного господарства РРФСР.
8 жовтня 1918 — 4 листопада 1919 року — народний комісар праці РРФСР. 4 листопада 1919 — 21 квітня 1920 року — народний комісар праці та соціального забезпечення РРФСР. 21 квітня 1920 — 7 липня 1923 року — народний комісар праці РРФСР.
6 липня 1923 — 29 листопада 1928 року — народний комісар праці СРСР.
З жовтня по листопад 1923 року нелегально перебував у Німеччині, брав участь у підготовці збройного комуністичного заколоту.
11 серпня 1928 — 1 грудня 1930 року — заступник голови Ради народних комісарів СРСР і заступник голови Ради праці і оборони СРСР.
У грудні 1930 — травні 1931 року — заступник народного комісара землеробства СРСР.
У травні 1931 — січні 1933 року — головний державний арбітр при РНК СРСР.
У 1933—1934 роках — директор тресту «Дальвугілля», завідувач Хабаровського крайового комунального відділу.
У 1934—1936 роках — голова Хабаровської міської ради, голова Приморської обласної планової комісії.
4 січня 1937 року заарештований органами НКВС. 1З червня 1937 року засуджений до 10 років позбавлення волі. Повторно засуджений Воєнною колегією Верховного суду СРСР 29 липня 1938 року до страти, розстріляний того ж дня. Похований на полігоні «Комунарка» біля Москви.
30 липня 1957 року реабілітований, 1961 року посмертно поновлений у партії.